# Unbefleckte Empfängnis (Güsten)

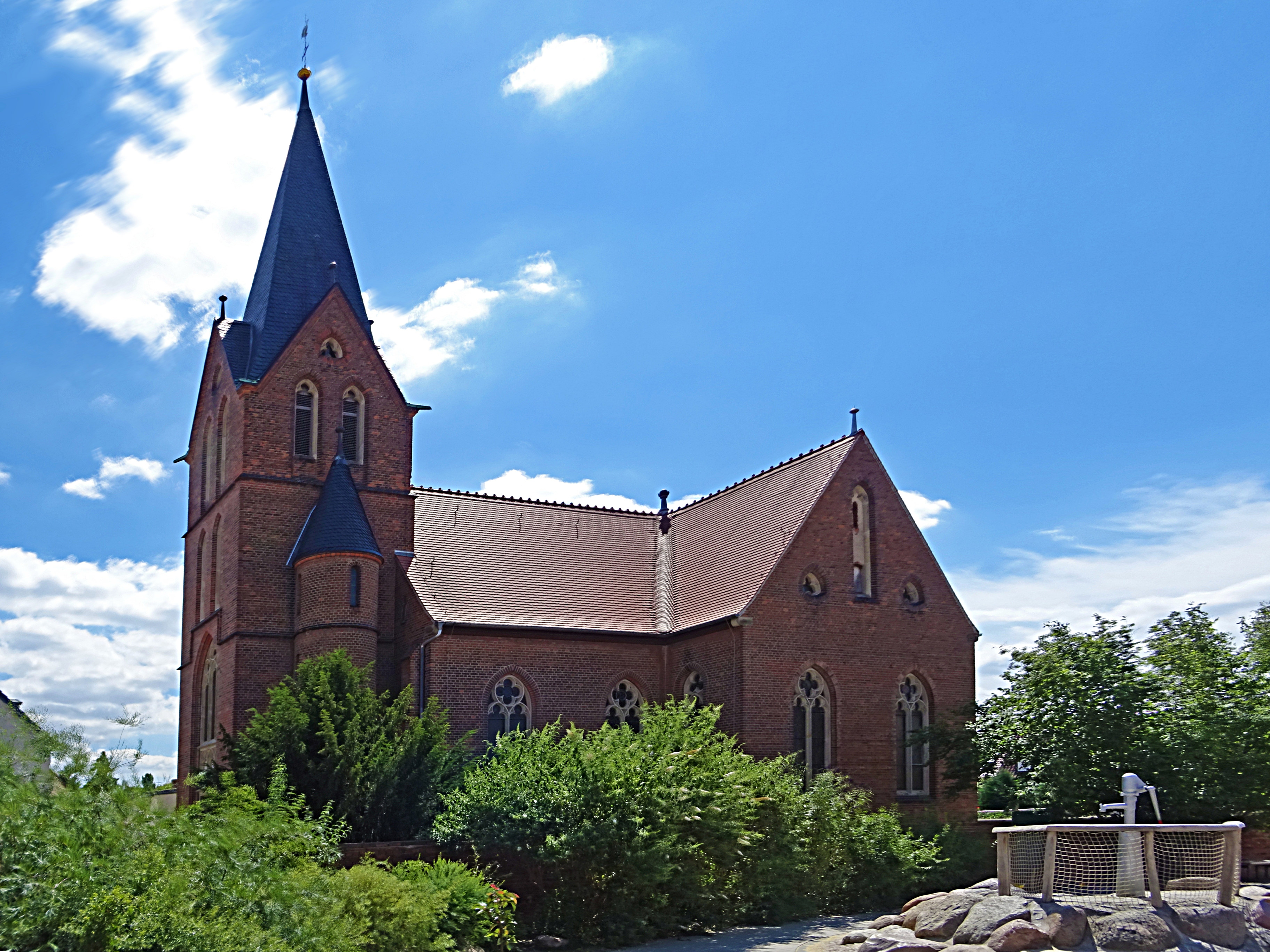
Außenansicht

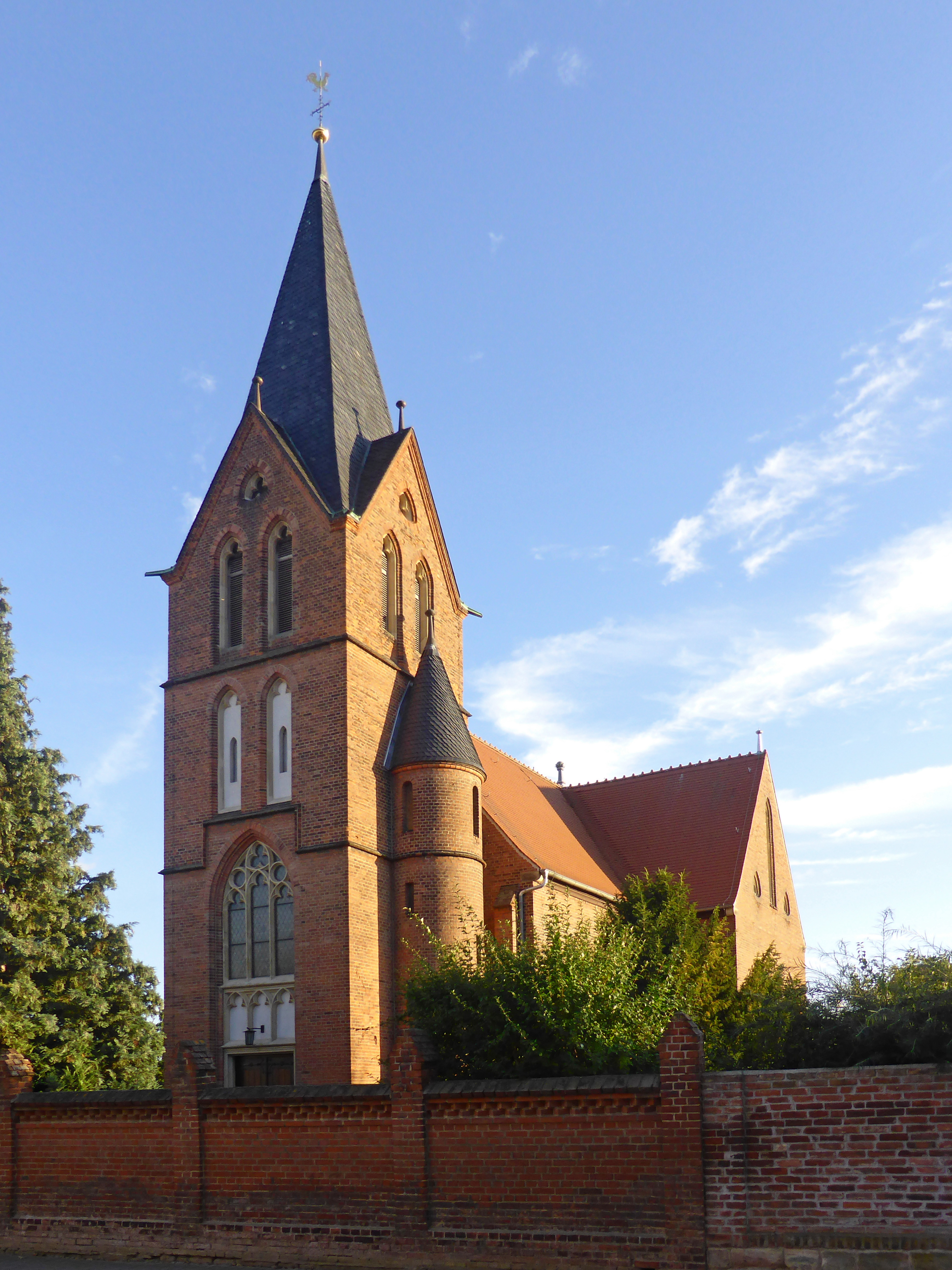
Ansicht von Norden

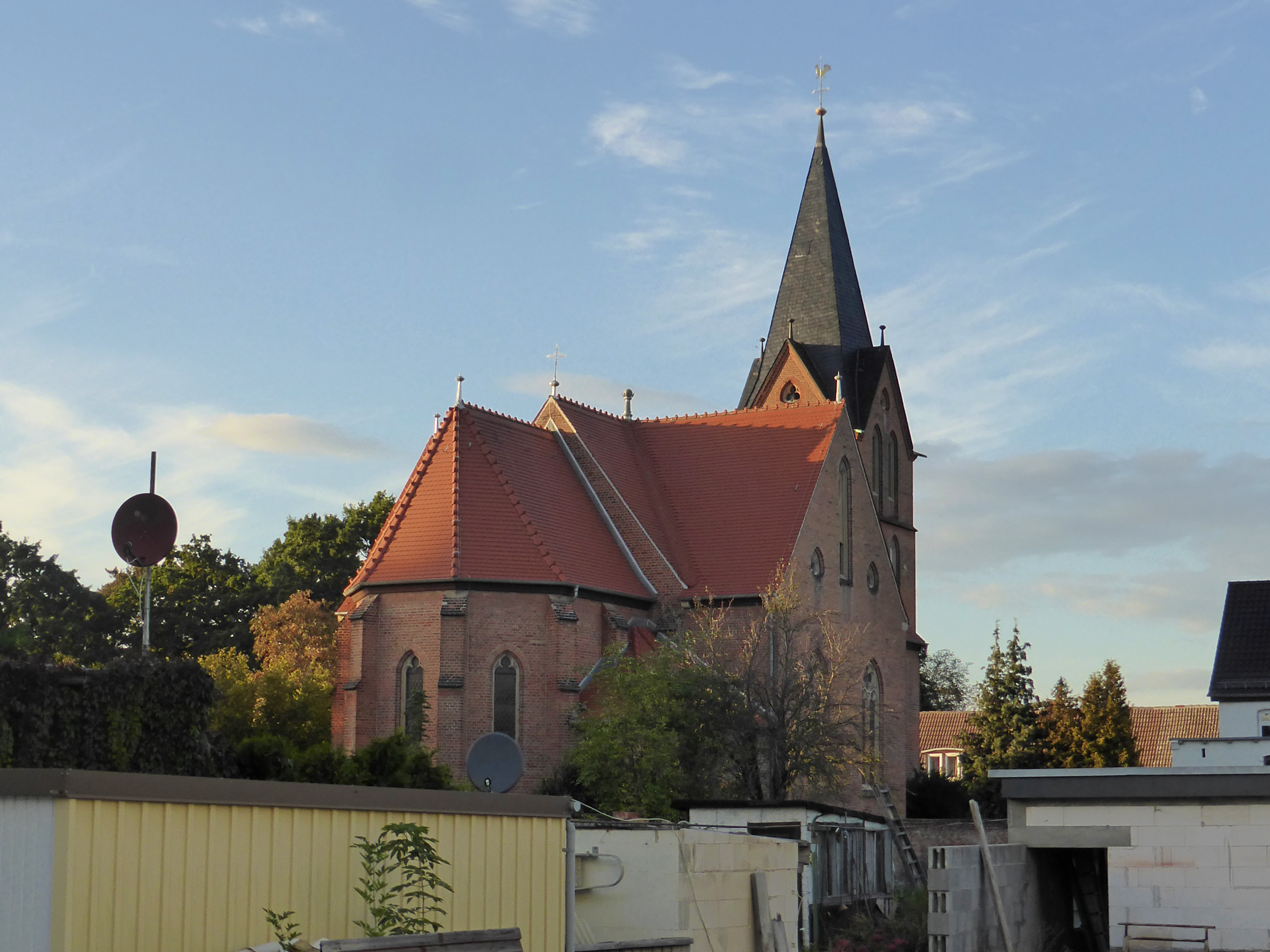
Ansicht von Süden

Die Kirche Unbefleckte Empfängnis, auch kurz St. Marien genannt, ist die katholische Kirche in Güsten, einer Stadt im Salzlandkreis in Sachsen-Anhalt. Die nach der Unbefleckten Empfängnis Mariens benannte Kirche gehört zur Pfarrei St. Michael Aschersleben im Dekanat Egeln des Bistums Magdeburg. Das Gebäude hat die Adresse Rosental 1 und ist im Denkmalverzeichnis des Landes Sachsen-Anhalt unter der Erfassungsnummer 094 60133 als Baudenkmal aufgeführt.

## Geschichte
Im 16. Jahrhundert, vermutlich um 1530, wurde in Güsten die Reformation eingeführt, womit die Bevölkerung und die Kirche protestantisch wurden.
Im Laufe des 19. Jahrhunderts zogen im Zuge der Industrialisierung und des Eisenbahnbaus wieder Katholiken nach Güsten, sie kamen aus dem Eichsfeld und den preußischen Ostgebieten. Zunächst gingen sie zum Gottesdienst in die St.-Maria-Himmelfahrt-Kirche nach Köthen, später in die St.-Bonifatius-Kirche nach Bernburg. Gemäß der Pfarrzirkumskriptions im Herzogtum Anhalt am 8. Juli 1871 gehörte Güsten damals zur Pfarrei Bernburg.
Im April 1890 wurde unter Frank Meintrup, von 1888 bis 1893 Pfarrer von Bernburg, ein zwischen Rosental und Stadtgraben gelegenes Hausgrundstück erworben. Bereits am 1. Juni 1890 wurde in dem darauf befindlichen Wohnhaus eine einklassige katholische Schule eröffnet. Der ehemalige Pferdestall wurde zu einer Kapelle umgebaut, deren Benediktion am 8. September 1890 erfolgte.
Zum 28. August 1894 wurde für Güsten Friedrich Reineke als Missionsvikar ernannt, mit dem die Kirchengemeinde Güsten als Missionsvikarie in der Pfarrei Bernburg gegründet wurde. Zu ihrem Seelsorgebezirk gehörten neben Güsten zunächst auch Amesdorf, Bründel, Bullenstedt, Cölbigk, Giersleben, Großwirschleben, Ilberstedt, Klein Schierstedt, Osmarsleben, Plötzkau, Rathmannsdorf, Salmutshof, Schackstedt, Schackenthal, Warmsdorf sowie Sandersleben und Umgebung. Einige dieser Ortschaften wurden später an andere, neu gegründete Kirchengemeinden abgegeben. Von 1895 an wurden in Güsten Kirchenbücher geführt. 1899 wurde ein weiteres Grundstück dazugekauft, um Platz für einen geplanten Kirchbau zu haben.
Am 9. September 1900 erfolgte in Güsten die Einführung des Vikars Hugo Nagels, unter dem der Kirchbau realisiert wurde, jedoch kleiner als ursprünglich geplant. Am 15. September 1901 erfolgte die Grundsteinlegung, und am 4. Juli 1903 folgte durch Augustinus Gockel, den Weihbischof des Bistums Paderborn, zu dem Güsten damals gehörte, die Kirchweihe. 1904 bekam die Kirche ihren ersten Kreuzweg, 1907 folgte der Taufstein. 1907 begann auch der Bau eines neuen, zweiklassigen Schulhauses, das am 5. Januar 1908 durch den Bernburger Pfarrer eingeweiht wurde.
Zum 1. Februar 1918 erfolgte die Erhebung der Filialvikarie Güsten zur Pfarrei. Die neue Pfarrei Güsten übernahm von der Pfarrei Bernburg den Westteil des Kreises Bernburg mit Hecklingen (Herz-Jesu-Kirche) und Sandersleben (Heilig-Kreuz-Kirche) als Filialkirchengemeinden, sowie den Kreis Ballenstedt mit Ausnahme der Exklave Großalsleben.
1928 erfolgte in den Kirchturm der Einbau von drei Bronzeglocken. Im Nationalsozialismus konnte 1936/37 in der zur Pfarrei Güsten gehörenden Filialkirchengemeinde Ilberstedt noch die St.-Norbert-Kirche erbaut werden, jedoch musste in Güsten am 1. April 1938 die katholische Schule geschlossen werden, und 1941 zwei der Glocken für Kriegszwecke abgegeben werden.
Am 1. Juli 1953 wurde das Dekanat Bernburg errichtet, dem die Pfarrei Güsten mit ihren Filialkirchengemeinden (Pfarrvikarien) Hecklingen, Ilberstedt und Sandersleben zugeordnet wurde.
Aufgrund der geringer werdenden Katholikenzahl wurde am 1. September 1996 das Dekanat Bernburg wieder aufgelöst und dem Dekanat Egeln angeschlossen, zu dem die Güstener Kirche bis heute gehört. Um 2007 erfolgte im Bistum Magdeburg der Zusammenschluss von Kirchengemeinde zu Gemeindeverbünden, die Kirchengemeinde Güsten wurde dem Gemeindeverbund Aschersleben – Alsleben – Güsten – Sandersleben angeschlossen. Damals gehörten zur Pfarrei Güsten rund 270 Katholiken. Am 2. Mai 2010 fusionierten die Kirchengemeinden des Gemeindeverbundes zur heutigen Pfarrei St. Michael Aschersleben.

## Architektur und Ausstattung

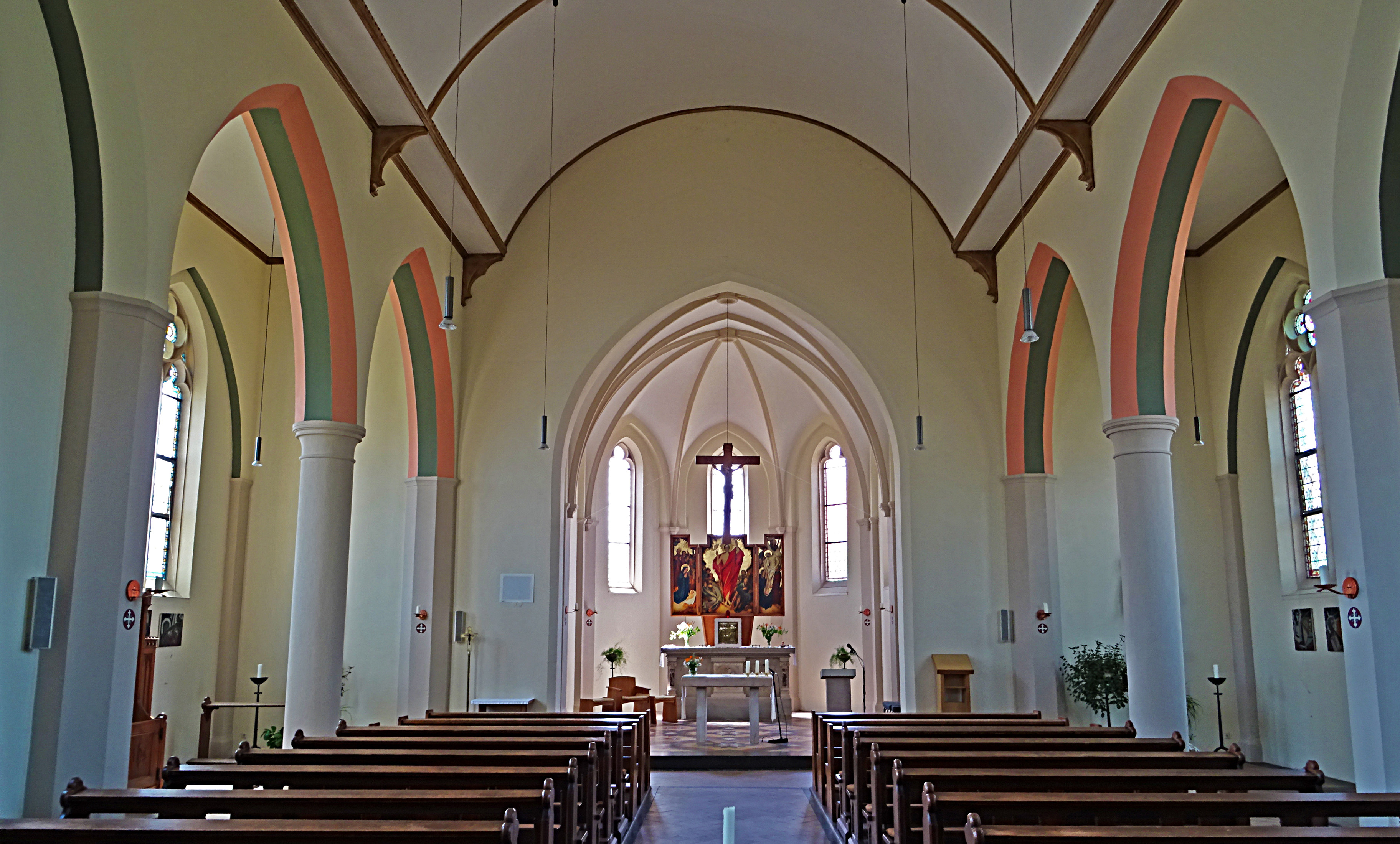
Inneres

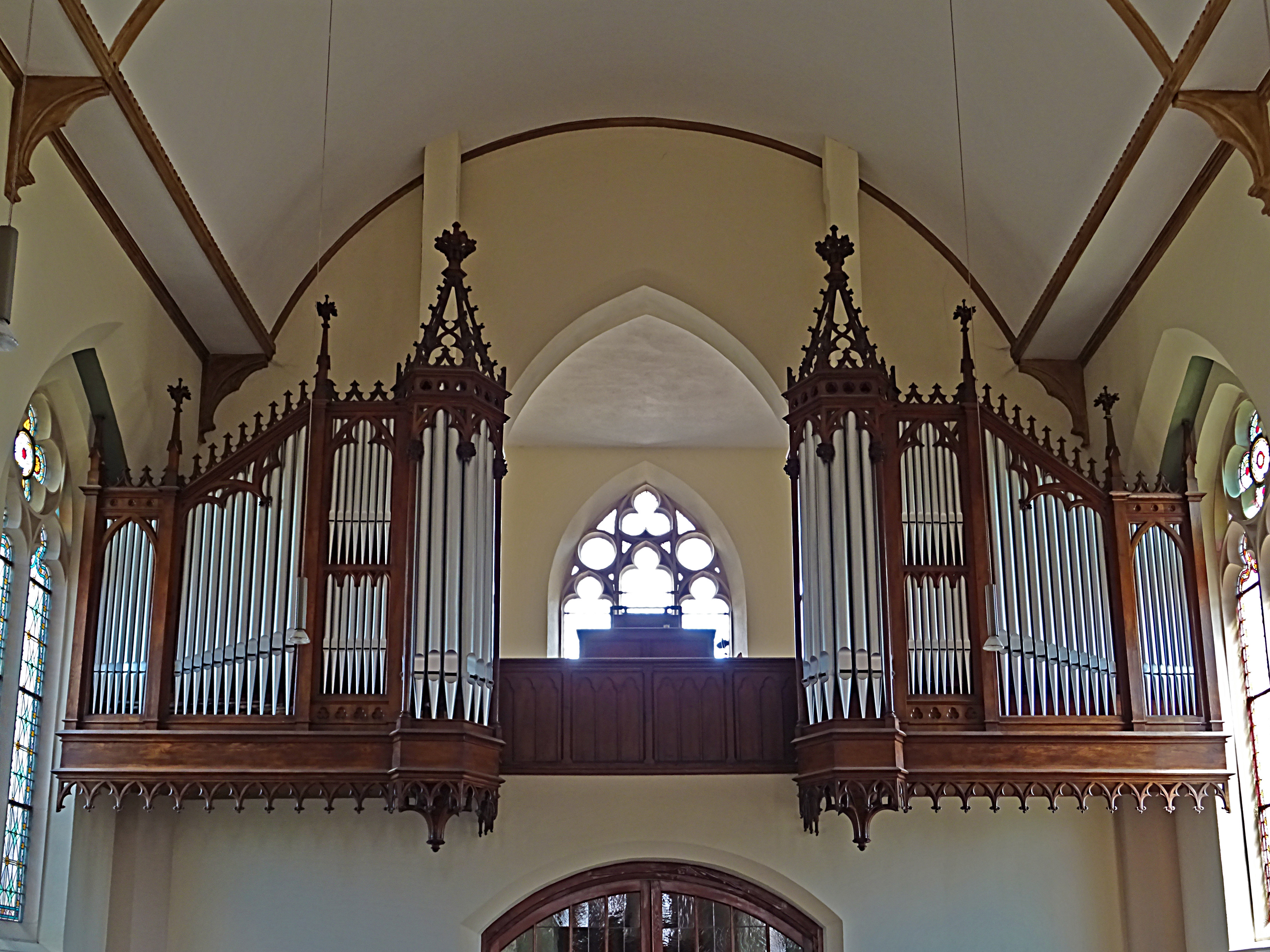
Orgelprospekt

Die Backsteinkirche wurde nach Plänen von Arnold Güldenpfennig im Baustil der Neugotik errichtet.
Der Flügelaltar wurde um 1960 durch den Kunstmaler Walter Möbius geschaffen. Seine Bilder zeigen links die Geburt Jesu, in der Mitte die Auferstehung Jesu, und rechts die Kreuzabnahme Jesu. Der heutige Zelebrationsaltar und der Ambo stammen aus den 2000er Jahren und sind aus Sandstein gefertigt. Ebenfalls aus dieser Zeit ist der heutige Kreuzweg.
Ihre Orgel wurde 1923 von der Eggert Orgelbau-Anstalt unter Anton Feith jr. als Opus 237 erbaut. Das Instrument hat 11 Register auf zwei Manualwerken und Pedal. Nach verschiedenen Veränderungen wurde die Orgel 2010 durch die Orgelbaufirma Baumhoer aus Salzkotten (Nordrhein-Westfalen) restauriert und der hochromantische Klang wieder hergestellt.